# Samuel Brittan
Samuel Brittan, född 29 december 1933 i London, död 12 oktober 2020, var en brittisk liberal författare liksom en mångårig kolumnist för Financial Times. Brittan studerade vid universitetet i Cambridge, bland annat för Peter Bauer och Milton Friedman. I Capitalism with a Human Face kritiserar han tendensen till ekonomism inom den samtida liberala rörelsen. Han menar att emedan kapitalismen har många förtjänster så måste det också erkännas att det behövs någon form av socialt trygghetssystem. Den form av trygghetssystem han själv förespråkar är basinkomst.
Han var äldre bror till den konservative ministern Leon Brittan.  

## Priser
Brittan har fått motta Orwell-priset, Harold Wincott-priset samt Ludwig Erhard-priset. Han har också mottagit pris för sin ekonomiska journalistik. 